# منصة جافا (النسخة التجارية)
منصة جافا الإصدار التجاري أو منصة جافا التجارية أو جافا EE هي منصة مستخدم على نطاق واسع لبرمجة الخوادم بلغة البرمجة جافا. منصة جافا التجارية تختلف عن جافا القياسية (Java SE) من حيث مكتبات الإضافات التي توفر الوظائف لتوزيع تحمل الخطأ، موزع، برنامج جافا متعدد المستويات، ويستند إلى حد كبير على مكونات معيارية تعمل على خوادم التطبيق.
النسخ التي صدرت عن جافا
Micro Edition (ME)
النسخة الميكرو
Standard Edition (SE)
النسخة الأساسية
Enterprise Edition (EE)	النسخة التجارية
PersonalJava (discontinued)
جافا الشخصي (أعلن عن توقف استخدامها)

## المسميات والمعايير والمواصفات
المنصة كانت معروفة باسم منصة «جافا 2 الإصدار التجاري» أو J2EE حتى تم تغيير الاسم إلى «جافا EE في الإصدار 5». ويطلق على النسخة الحالية جافا EE6.
جافا EE تعرف بمواصفاتها. كما هو الحال مع غيرها من مواصفات جافا للمعالجة الجماعية، يجب على المقدمين تلبية متطلبات تطابق معينة للإعلان عن منتجاتهم بتوافق مع جافا EE.
جافا EE تتضمن عدة مواصفات لواجهات برمجة التطبيقات API، مثل JDBC, RMI, e-mail, JMS, web services, XML، الخ، ويحدد كيفية تنسيقهم. جافا EE أيضا تتميز ببعض المواصفات الفريدة من نوعها لمكونات جافاEE. وتشمل Enterprise JavaBeans، موصلاتConnectors، السيرفلتس (بريمجات) servlets والمداخلportlets (تتبع مواصفات مداخل جافا)، صفحات خادوم جافا وتقنيات متعددة لخدمة الويب (web service). وهذا ما سمح للمطورين بإنشاء تطبيقات المؤسس (enterprise applications) القابلة للنقل والتحجيم، والتي تتكامل مع التقنيات القديمة. يمكن لخادوم التطبيق لجافا EE أن يتعامل مع المعاملات، والحماية، والتحجيم، والتزامن، وإدارة المكونات التي توزع له، لينصب اهتمام المطورين على أعمال المكونات، بدلاً من التركيز على الهياكل الأساسية وتكامل المهام.

## واجهات برمجة التطبيقات العامة
واجهات برمجة التطبيقات ل جافا APIs EE يشمل العديد من التكنولوجيات التي تمدد وظيف Java SE APIs الأساسية:
- باقة برنامج جافا EE6
- باقة برنامج جافا EE5

### javax.servlet
مواصفات السرفلت (البريمج) تحدد مجموعة من واجهات برمجة التطبيقات لخدمة متطلبات HTTP أساسا وتشمل مواصفات صفحات جافا سيرفير.

### javax.ejb
مواصفات Enterprise JavaBeans تحدد مجموعة من واجهات برمجة التطبيقات الخفيفة APIs التي سوف تدعمها حاوية الجسم (the EJB container) من أجل تقديم المعاملات (باستخدامJTA)، استدعاءات الإجراء البعيد (باستخدام RMI أو RMI-IIOP)، مراقبة التزامن، ضخ التبعية ومراقبة الدخول على جسم الأعمال. هذه الحزمة تحتوي على فئات Enterprise JavaBeans والواجهات التي تحدد العقود المبرمة بين المؤسسة bean وعملائها وبين المؤسسة bean والحاوية ejb.

### javax.enterprise.inject
هذه الحزم تحدد شروح ضخ السياق والتبعية (CDI) API.

### javax.enterprise.context
هذه الحزم تحدد شروح السياق والواجهات لضخ السياق والتبعية. (CDI) API

### javax.jms
هذه الحزمة تحدد خدمة رسائل جافا (JMS) API.. توفر JMS API وسيلة مشتركة لبرامج جافا لإنشاء وإرسال واستقبال وقراءة رسائل نظام الرسائل في المؤسسة.

### javax.faces
هذه الحزمة تحدد جذر واجهات برمجة تطبيقات جافاJavaServer Faces (JSF)) API. JSF هو تقنية لبناء واجهات المستخدم من المكونات.

### javax.faces.component
هذه الحزمة تحدد الجزء المكون لـ JavaServer Faces (JSF) API. بما أن JSF هو عنصر موجهة بالدرجة الأولى، وهو واحد من الحزم الأساسية. الحزمة بوجه عام تحتوي على الرسم التخطيطي UML للمكونات بتسلسل هرمي.

### javax.persistence
تحتوي هذه الحزمة على الطبقات والواجهات التي تحدد العقود المبرمة بين مقدم الاستمرارية والفئات المدارة وعملاء Java Persistence API (JPA)

### javax.xml.stream
هذه الحزمة تحتوي أنظمة قراءة وكتابة دفق XML.

### javax.resource
هذه الحزمة يعرف تحدد واجهة بركجة تطبيقات هندسة الربط جافا EE Java EE Connector Architecture API. هندسة ربط جافا EE (JCA) هي حل تقنى قائم على جافا لربط خوادم التطبيقات ونظم معلومات المؤسسات (EIS) كجزء من حلول عملية دمج تطبيقات المؤسسة (EAI).

## الخوادم معتمدة التطبيق

### جافا EE6 المعتمد

#### كامل
- السيرفر GlassFishإصدار المصدر المفتوح3.x فصاعدا[3]
- خادوم أوراكل GlassFish ,[4] 3،[2] يستند إلى المصادر المفتوحة لتطبيقات GlassFish

#### مظهر الويب الجانبي Web Profile
- JBoss Application Server 6.0.
- خادوم GlassFish إصدار المصدر المفتوح 3.x لشكل الويب

### في مجال تنمية جافا6EE الكامل
- خادوم تطبيق Oracle WebLogic Application Server
- خادوم تطبيق IBM WebSphere Application Server v8. [2]
- خادوم تطبيق JEUS 7 من TmaxSoft وفقا لموقعهم على شبكة الإنترنت JEUS 7 مخطط أن يعلن عن إصداره في 2010 [2]

### في مجال التنمية لجافاEE 6 لمنظر الويب
- Caucho Resin 4.0. Discussion
- Apache Geronimo 3.0. [3]

### جافا5EE المعتمد
فيما يلي قائمة بتطبيقات جافا EE المعتمدة
- Sun Java System Application Server Platform Edition 9.0, based on the open-source GlassFish application server
- GlassFish Server Open Source Edition 2.1.x [3]
- WebLogic Application Server 10.3.4.0 from أوراكل
- Oracle Containers for Java EE  [لغات أخرى]‏
- JBoss Application Server 5.1 [4][5]
- JOnAS an open-source application server from OW2
- Apache Geronimo 2.0
- Apache OpenEJB via Apache Geronimo
- IBM WebSphere Application Server Community Edition 2.0, based on Apache Geronimo
- IBM WebSphere Application Server V7
- SAP NetWeaver Application Server, Java EE 5 Edition from SAP
- JEUS 6, an application server from TmaxSoft
- NEC WebOTX, an Application Server from إن إي سي

### J2EE 1.4 المعتمد
وهذه قائمة بتطبيقات جافا 2EE المعتمدة
- JBoss 4.x, an open-source application server from JBoss.
- Apache Geronimo 1.0, an open-source application server
- Pramati Server 5.0
- JOnAS, an open-source application server from OW2
- Oracle Application Server 10g
- Resin, an application server with integrated XML support
- SAP NetWeaver Application Server from ساب إيه جي
- Sun Java System Web Server
- Sun Java System Application Server Platform Edition 8.2
- آي بي إم WebSphere Application Server (WAS)
- شركة أنظمة بي إي أيه WebLogic server 9
- JEUS 5 from TmaxSoft
- T4 from Trifork
- Enterprise Application Server EAServer from Sybase

### الاختلافات بين تطبيقات
وعلى الرغم من أن بتعريف جميع تطبيقات جافا EE توفير نفس المستوى من قاعدة التقنيات (وهي مواصفات جافا EE وواجهات برمجة التطبيقات المرتبطة بها)، فإنها يمكن أن تختلف اختلافا جذريا فيما يتعلق بالميزات الإضافية (مثل الروابطconnectors، والتجميع clustering، تحمل الخطأ fault tolerance، التوافر high availability، والحماية security، الخ)، وحجم التثبيت وأثر الذاكرة، وقت بدء التشغيل، إلخ.